# Associação dos Fumicultores do Brasil
A Associação dos Fumicultores do Brasil (AFUBRA) é a principal entidade de classe dos fumicultores do Brasil. Sua atuação engloba o auxílio técnico aos produtores rurais, a defesa de seus interessantes perante a indústria fumageira e órgãos governamentais no Brasil:119 e exterior, além do lobby a favor do cultivo do tabaco. É membro fundador da International Tobacco Growers Association (ITGA).

## História
Fundada em 21 de março de 1955 por produtores rurais visando mitigar os danos causados pelo granizo, possui sede em Santa Cruz do Sul, no Rio Grande do Sul. Inicialmente denominada Associação dos Plantadores de Fumo em Folha no Rio Grande do Sul, em 4 de julho de 1963 teve sua atuação expandida para os estados de Santa Catarina e Paraná, sendo renomeada para a denominação atual.
Desde 2001 realiza uma exposição agropecuária chamada Expoagro, reunindo anualmente mais de 500 expositores.
Em 2014, possuía 132 630 agricultores associados, dos quais 61,2% possuíam situação econômica autoclassificada como "estável".:121

## Atuação
Possui programas de auxílio e capacitação aos produtores rurais, como o programa "Verde é Vida", que distribui sementes e instrui os produtores sobre seu plantio.:61 Além disso, atua na representação dos fumicultores perante entidades governamentais no Brasil e exterior, mediando seus interesses e promovendo lobby a favor do tabaco. Possui ainda um coral, fundado em 1995, composto por 32 integrantes.